# تورستن البیگ
تورستن البیگ (انگلیسی: Torsten Albig؛ زادهٔ ۲۵ مهٔ ۱۹۶۳) یک سیاست‌مدار اهل آلمان است. 